# José de la Serna
José de la Serna y Martínez de Hinojosa, 1:e greve av Anderna, född 1 maj 1770 i Jerez de la Frontera, död 6 juli 1832 i Cádiz, var en spansk adelsman, militär och vicekung för Vicekungadömet Peru under den sista fasen av det Spanska imperiet i Sydamerika.